# Tortonesia
Tortonesidae, Tortonesia esilis
Famille
Genre
Espèce
Tortonesia est un genre Fossile de petits poissons marins à nageoires rayonnées appartenant à la famille des Tortonesidae (dont il est le seul membre), au sein de l'ordre des Perciformes.
Une seule espèce est rattachée au genre : Tortonesia esilis, décrite en 1983 par Lorenzo Sorbini (d), puis redécrite en 1990 à partir de nouveaux spécimens en provenance du même site.

## Découverte et datation
Ses fossiles parfaitement préservés ont été découverts sur le célèbre site paléontologique (Lagerstätte) du Monte Bolca sur la zone dite de « Pesciara », en Vénétie (Italie). Tortonesia esilis a vécu dans les lagons tropicaux de l'océan Téthys, précurseur de la Méditerranée, au cours de l'Éocène inférieur (Yprésien), il y a environ entre 49 et 48,5 Ma (millions d'années),.

## Description
Ce petit poisson au corps oblong a une longueur de 4,5 à 5 centimètres (6,5 à 7 centimètres avec la nageoire caudale). Il a une petite tête qui représente 1/3 de la longueur du corps de l'animal. Sa bouche est petite et saillante avec de fortes mâchoires, et une apophyse ascendante du prémaxillaire bien développée. Ses dents sont caniniformes, petites et courbées. Sa colonne vertébrale est composée de vingt-quatre vertèbres, dont dix abdominales et quatorze caudales, plus longues que hautes. Sa nageoire caudale est large et présente un profil extérieur très singulier en forme de « S » avec quinze rayons dont treize divisés. La nageoire pectorale est bien développée avec treize rayons.

## Classification
Tortonesia esilis a d'abord été placée en 1983 dans la famille des Labridae, avant qu'une famille ne soit créée en 1990 pour héberger cette unique espèce.

### Publications originales
- (en) Lorenzo Sorbini (d) & E, Boscaini & Bannikov, A. (1990). On the morphology and systematics of the Eocene fish genus Tortonesia Sorbini from Bolca. Studi e ricerche sui giacimenti terziari di Bolca. 6. 115-132
- (it) Lorenzo Sorbini (d), 1983, La collezione Baja di pesci e piante fossili di Bolca : con descrizione di nuovi generi e nuove specie